# ترانه عاشقانه‌ای برای بابی لانگ
ترانه عاشقانه‌ای برای بابی لانگ (به انگلیسی: A Love Song for Bobby Long) فیلمی محصول سال ۲۰۰۴ به کارگردانی شینی گیبل است. در این فیلم بازیگرانی همچون جان تراولتا، اسکارلت جوهانسون، گابریل مکت، دبورا کارا آنگر و کلین کرافورد ایفای نقش کرده‌اند.